# Thelcticopis ancorum
Thelcticopis ancorum là một loài nhện trong họ Sparassidae.
Loài này thuộc chi Thelcticopis. Thelcticopis ancorum được miêu tả năm 1935 bởi Dyal.